# Classe Tosa
Pour les articles homonymes, voir Tosa.
La classe Tosa, ou classe Kaga est une classe de deux cuirassés construits pour la marine impériale japonaise au début des années 1920. La construction des deux navires est annulée durant leur armement par le traité de Washington de 1922, mais l'un d'eux, le Kaga, est terminé en porte-avions en 1929. Après une reconstruction en 1935, il participe à la Seconde Guerre mondiale et est coulé le 4 juin 1942 lors de la bataille de Midway.

## Conception
Les plans A-127, conçus par Yuzuru Hiraga, sont essentiellement une version agrandie de la classe Nagato avec un flush deck permettant une meilleure solidité structurelle. Quatre tubes lance-torpilles de 24 pouces (610 mm) disposés au-dessus de la ligne de flottaison sont adoptés, les quatre prévus sous la ligne de flottaison étant abandonnés à cause de problèmes lors de tirs à grande vitesse. Les Japonais considèrent aussi l'adoption d'une transmission turbo-électrique après l'annonce par les Américains de leur succès avec la classe New Mexico. Les estimations sont en effet de 70 000 chevaux pour une vitesse maximale de 25,25 nœuds (46,76 km/h) et un rayon d'action de 2 500 milles marins (4 600 km) à cette vitesse, ou de 7 800 milles marins (14 400 km) à 14 nœuds (26 km/h). Finalement la proposition est rejetée, mais un pétrolier, le Kamoi est commandé en 1921 à un chantier américain en vue de tester cette technologie.
Hiraga adopte un blindage incliné afin de résister à des obus de 16 pouces (406 mm) tirés d'une distance de 12 000 à 20 000 mètres. Le pont inférieur blindé, élément principal de protection du pont dans les navires précédents est virtuellement supprimé de la classe Tosa, qui adopte à la place un pont plat cuirassé recouvrant la ceinture, tout comme les navires américains contemporains. En dessous se trouve un blindage pare-éclats de 1,5 pouce (38 mm). Le blindage inférieur est réduit à un prolongement quasi vertical de la cloison anti-torpilles de 3 pouces (76 mm), relié au pont par une section inclinée. Ce système sera réutilisé de manière légèrement modifiée pour les classes Amagi et Kii.
Les deux navires sont finalement annulés le 5 février 1922 à cause du traité naval de Washington. Le Tosa, rayé des listes le 1er avril 1924, est coulé comme navire cible dans le détroit de Bungo. Des tests de tirs sous la ligne de flottaison, de mines et de torpilles sont ainsi menés. Le Kaga aurait lui aussi dû être démoli, mais il est terminé comme porte-avions après les dégâts causés par le séisme de 1923 à l'Amagi, en cours de conversion en porte-avions.

## Unités
| Nom  | Chantier                              | Quille          | Lancement        | Mise en service                 | Destin                                                                                               |
| ---- | ------------------------------------- | --------------- | ---------------- | ------------------------------- | --- |
| Tosa | Kawasaki Heavy Industries, Kobe       | 16 février 1920 | 18 décembre 1921 | -                               | Construction arrêtée par le traité de Washington de 1922. Coulé comme navire cible le 9 février 1925 |
| Kaga | Mitsubishi Heavy Industries, Nagasaki | 19 juillet 1920 | 17 novembre 1921 | 17 novembre 1929 (porte-avions) | Coulé le 4 juin 1942 lors de la bataille de Midway                                                   |